# 严吉善
严吉善（韓語：엄길선，1934年—2005年），亦译严吉鲜，男，咸镜北道人，朝鲜电影导演、演员，金日成奖获得者、人民演员。代表作为传记片《白头山》和《朝鲜的启明星》、电影《安重根击毙伊藤博文》。